# Scotopteryx planicolor
Scotopteryx planicolor är en fjärilsart som beskrevs av Barend J. Lempke 1950. Scotopteryx planicolor ingår i släktet backmätare, och familjen mätare. Inga underarter finns listade.